# Arden Howell Brame
Arden Howell Brame, Jr. II (* 19. März 1934 in Beverly Hills; † 19. August 2004 in Pico Rivera) war ein US-amerikanischer Herpetologe und Genealoge. Sein Forschungsschwerpunkt war die Familie der Lungenlosen Salamander (Plethodontidae).

## Leben
Brames Interesse an Salamandern begann im Jahr 1952, als er seine ersten lebenden Salamander sammelte und in Korrespondenz mit den deutschen Salamander-Experten Friedrich Pölz und Günther E. Freytag stand. Brame hatte eine große Sammlung von lebenden Tieren, darunter einen Japanischen Riesensalamander, den er in seiner Badewanne hielt.
Mitte der 1950er Jahre trat Brame in die University of California, Los Angeles ein, wo der Biologe Bayard H. Brattstrom sein Mentor war. Nach einem Wechsel an die University of Southern California erwarb Brame 1957 den Bachelor of Arts in Botanik. 1967 graduierte er unter der Leitung von Jay Mathers Savage zum Master of Science in Zoologie. 
Von 1957 bis 1963 war Brame Mitglied der United States Army Ready Reserve und während sechs Monate aktiven Dienstes in Fort Ord im Jahr 1958 hatte er die Möglichkeit, während der Wochenenden, in ganz Kalifornien, Salamander zu sammeln. Während eines Manövers in Fort Ord, sammelte er Exemplare von Wurmsalamandern, die er mit in die Kantine brachte. Er fand heraus, dass die feuchtigkeitsliebenden Salamander auch in langen Perioden ohne Regen häufig zu beobachten waren, was mit den langandauernden Sommernebeln zusammenhing. Von 1961 bis 1965 war er als Kurator an der herpetologischen Sammlung des Los Angeles County Museum of Natural History tätig.
1965 wurde Brame Leiter des Eaton Canyon Nature Center in Altadena an den nördlichen Außenbezirken von Los Angeles. Dies war eines dieser Naturzentren, die vom Los Angeles County Department of Parks and Recreation betrieben wurden. 1968 wurde er Sammlungsmanager am Los Angeles County Museum of Natural History, kehrte aber 1970 zu seinem früheren Posten am Eaton Canyon Nature Center zurück. Diese Stelle wurde 1978 wegen einer Reorganisation der Parkverwaltung aufgelöst.
Brame wirkte an örtlichen Naturschutzprogrammen mit und war von 1971 bis 1976 Präsident der Pasadena Audubon Society. Er war auch ein tatkräftiger Unterstützer der Society of the Study of Amphibians and Reptiles, wo er 1973 als Präsident diente.
Zwischen 1956 und 2003 veröffentlichte er 40 Artikel über Salamander, darunter der überwiegende Teil über die Lungenlosen Salamander. In den 1950er Jahren hatte er den Plan, eine Checkliste über die rezenten und fossilen Salamander in der wissenschaftlichen Buchreihe Das Tierreich zu veröffentlichen. Dieses Vorhaben wurde jedoch nicht realisiert. 1959 wirkte er an einer von der University of Southern California finanzierten fünfmonatigen Expedition nach Costa Rica mit, was ihn dazu veranlasste, die neotropischen Salamandern zu studieren. 
Ab 1960 veröffentlichte Brame mehrfach Arbeiten über neotropische Salamander, fast die Hälfte davon mit David B. Wake. Aus acht Ländern, von Mexiko bis Peru, wurden zahlreiche neue Arten beschrieben. Unter ihnen befanden sich 26 Arten aus der Gattung der Pilzzungensalamander (Bolitoglossa) und sieben aus der Gattung der Tropensalamander (Oedipina). Brame beschrieb auch vier neue Arten von Wurmsalamandern (Batrachoseps) aus den trockenen Regionen von Südkalifornien, darunter den Wüsten-Wurmsalamander, der heute als Unterart des Kalifornischen Wurmsalamanders (Batrachoseps major) gilt. Der Kalifornische Wurmsalamander wurde 1968 von Brame in den Artstatus erhoben, nachdem er 1958 von Richard G. Zweifel als Unterart von Batrachoseps pacificus klassifiziert wurde. Insgesamt beschrieb Brame 38 Arten von Lungenlosen Salamandern.  
Seit 1973 arbeitete Brame auch als eifriger Genealoge. So fand er heraus, dass seine Vorfahren zu den sehr frühen Siedlern aus der Alten Welt gehören, worüber er 1989 in der Zeitschrift The English Genealogist die Studie Early History of the Brame-Brim Family, 1674–1725, in Middlesex County, Virginia and the Brend-Brim Family, 1544–1666, in the Dart River Valley, Devonshire, England veröffentlichte. Ferner hatte er einen Halbbruder, der ebenfalls Arden Howell Brame, Jr. hieß. Daher nannte er sich Arden Howell Brame, Jr. II.
Brame starb am 19. August 2004 in einem Pflegeheim in Pico Rivera, einem Vorort von Los Angeles, an den Folgen einer Hepatitis, die er sich einige Jahre zuvor nach einer Bluttransfusion zugezogen hatte.

## Dedikationsnamen
David B. Wake, Jay Mathers Savage und James Hanken benannten im Jahr 2007 die Pilzzungensalamanderart Bolitoglossa bramei zu Ehren von Arden Howell Brame. Elizabeth L. Jockusch, Inigo Martinez-Solano, Robert W. Hansen und David B. Wake beschrieben im Jahr 2012 die Wurmsalamanderart Batrachoseps bramei.